# Свічка Яблочкова

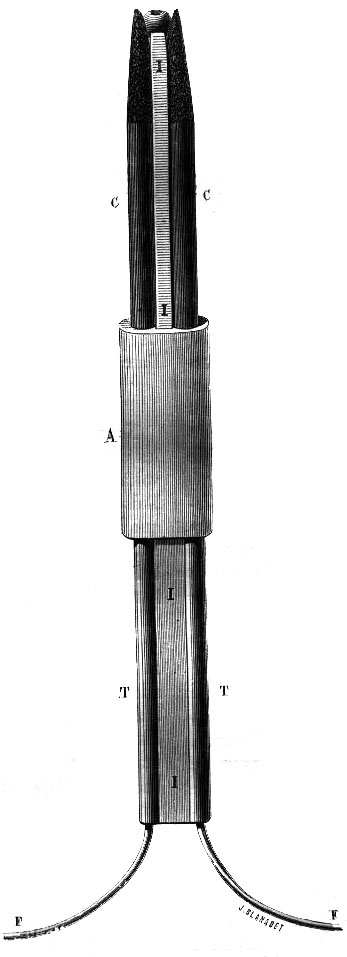
Свічка ЯблочковаA — азбестовий корпус для кріплення в «свічнику», C — вугільні електроди, F — дроти, I — ізоляційний матеріал, T — мідні трубки в які запресовані електроди

Сві́чка Я́блочкова — один з варіантів електричної вугільної дугової лампи, винайдений 1876 року П. М. Яблочковим (патент № 112024).

## Історія
У 1874 році П. М. Яблочков узявся висвітлювати електричним світлом шлях Імператорському поїзду і на ділі ознайомився з незручностями використовуваних тоді регуляторів для вольтової дуги. Він задумав розробити конструкцію дугової лампи зовсім без регулятора, оскільки не вірив, що можна створити досконалий регулятор.
Вперше свічку Яблочкова продемонстровано на виставці навчальних посібників у Лондоні в 1876 році, в 1877 — застосовано в Парижі на avenue de l’Opéra, а остаточно винахід визнано на першій Міжнародній електротехнічній виставці в Парижі в 1881 році. Свічки були закриті глазурованими кулями зі скла, з 4 або 12 свічками, з'єднаними послідовно.
Послідовна схема, в якій до того ж кожна куля живилася від свого електрогенератора, була дорогою і незручною, і Яблочков винайшов паралельну схему на змінному струмі, генератор змінного струму власної конструкції і трансформатори.

## Будова
Свічка Яблочкова складається з двох вугільних блоків, приблизно 6 × 12 мм у перерізі, розділених інертним матеріалом з гіпсу або каоліну. На верхньому кінці закріплено перемичку з тонкого дроту або вугільної пасти. Конструкцію зібрано і закріплено вертикально на ізольованій основі.
При підключенні свічки до джерела струму запобіжний дріт на кінці згоряє, підпалюючи дугу. Полум'я дуги яскраво світить, поступово спалюючи вугілля і випаровуючи ізоляційний матеріал. Перші свічки живилися змінним струмом від генератора Ґрамма.
При відключенні від джерела струму свічка гасне, і її не можна запустити знову, тому що жодного контакту між електродами немає. В такому випадку необхідно замінити свічку новою. Пізніше цей недолік усунули — Яблочков став підмішувати до ізолювальної маси, яка розділяла електроди, порошки металів. При відключенні струму і при згасанні свічки на торці ізолювальної маси утворюється смужка металу, і при повторному поданні електрики свічка знову запалюється.
Доданням в ізолювальну масу різних солей металів Яблочков досягав зміни кольору полум'я дуги.
Перевага конструкції — відсутність механізму, що підтримує постійну відстань між електродами, які згоряють у міру горіння дуги. Електродів вистачало приблизно на 1,5 години, свічка коштувала 20 копійок.
Помітним недоліком електричної свічки є постійний рух світної точки, що ускладнює будову рефлекторів у світильниках.